# Kristian Mørch
Kristian Mørch (5. dubna 1930, Ukkusissat – 3. května 2017, Ilulissat) byl grónský inuitský prelát, který se stal prvním grónským biskupem v roce 1993 po vzniku grónské diecéze. Je také považován za iniciátora vzniku Grónské diecéze.

## Životopis
Kristian Mørch byl synem myslivce Abrahama Johannese Thomase Mørcha (1902–1982) a jeho manželky Anny Sofie Mariane Sary Willumsenové (1907–1986). Přes matku byl vnukem státního rady Tobiase Willumsena. Kristian Mørch se 28. prosince 1958 oženil s Elisabeth Josefine Regine Elberg Fleischerovou (*1932), sestrou novináře Jørgena Fleischera (1924–2012).
Kristián Mørch se narodil 5. dubna 1930 v Ukkusissatu v Uummannaqu v Grónsku. V letech 1944 až 1946 navštěvoval Efterskole v Aasiaatu. Poté navštěvoval Grónský seminář v Nuuku a později odešel do Dánska, kde studoval na Haslevském semináři a později teologii na Kodaňské univerzitě, kde v roce 1958 složil teologickou zkoušku. Po ukončení studia se ihned vrátil do Grónska, krátce působil jako kněz v Qaqortoqu a v roce 1959 se stal knězem v Qaanaaqu, kde ve třech různých obdobích sloužil více než 10 let. Působil také jako kněz v Upernaviku, Uummannaqu, Ilulissatu a Nuuku. V roce 1984 nahradil Jense Christiana Chemnitze ve funkci grónského vicebiskupa. V roce 1993 byla v Grónsku ustavena vlastní diecéze a Kristian Mørch se stal prvním grónským biskupem. O dva roky však později odešel do důchodu a jeho nástupkyní se stala Sofie Petersen. Jako kněz a biskup měl velký vliv na pohled na lidovou církev a její rozvoj. Když v roce 1995 odešel do důchodu, přestěhoval se s manželkou Elisabeth z Nuuku do Ilulissatu.
Kromě práce v církvi byl také redaktorem místních novin v Qaanaaqu, Upernaviku, Uummannaqu a Ilulissatu. V Ilulissatu také vydával sbírky kázání. Ve městech Qaanaaq a Ilulissat působil také ve školní radě. Byl jmenován rytířem řádu Dannebrog. Kristian Mørch zemřel 3. května 2017 ve věku 87 let.